# José Calderón
José Manuel Calderón (Villanueva de la Serena, 28 de setembro de 1981) é um basquetebolista espanhol que atualmente está sem clube.
Ele fez parte da seleção espanhola que ganhou o Campeonato Mundial de Basquetebol de 2006 no Japão e duas medalhas de prata nas Olimpíadas de 2008 e 2012.

## Carreira

### ACB
Formou parte da equipe de sua cidade, o Doncel da Serena, até os 13 anos, idade em que o Tau Vitória o contratou, indo jogar em Vitória para formar-se como jogador. Calderón jogou seis temporadas como profissional na Espanha, estreando na Liga LEB com o Lucentum de Alicante, clube ao qual foi cedido pelo TAU, na temporada 1999-00. Seus números, ao finalizar a temporada, foram de 9.0 pontos e 2.1 rebotes por partida.
Na temporada de 2000-01, o Lucentum ascendeu à Liga ACB e estreou com somente 18 anos. Sua primeira temporada foi positiva, com médias de 8.6 pontos em 25.3 minutos por partida. Foi nomeado o melhor estreante da competição pela revista Gigantes del Basket.
Na temporada de 2001-02, ele foi cedido ao Fuenlabrada. Em 35 partidas. ele teve médias de 9.7 pontos, 1.5 rebotes e 1.7 assistências. A revista Gigantes del Basket lhe nomeou a "maior progressão na ACB". Terminada a temporada, ele foi selecionado pela Seleção Espanhola para disputar o Campeonato Mundial de Basquetebol Masculino de 2002.
O jogador falou sobre ser selecionado para vestir a camiseta da seleção espanhola em 2002, dizendo:
Tinha esperança de estar entre os 15 pré-selecionados, mas não pensava entrar na lista final. Creio que posso colaborar com a seleção em duas posições: pivô e armador
Na temporada de 2002-03, ele voltou ao Tau Vitoria onde foi o reserva do pivô Elmer Bennett. No entanto, seus minutos aumentaram quando Bennett sofreu uma lesão. Ele terminou a temporada com notáveis 17.5 pontos de média. Na Euroliga, ele teve uma média de 7.5 pontos e 2.4 rebotes com uma efetividade de 40.5 % em arremessos de três pontos.
Com a saída de Bennett na temporada de 2003-04, Calderón se tornou um titular definitivamente. Nesta temporada, ele chegou ao seu primeiro título nacional, a Copa do Rey. Ele teve médias de 8.0 pontos, 2.6 rebotes e 2.0 assistências durante 41 partidas, enquanto que nos 19 jogos que disputou na Euroliga, ele teve uma média de 7.2 pontos e 2.0 assistências, além de formar parte do melhor quinteto do campeonato.
Na temporada de 2004-05, o Tau terminou como vice-campeão da Euroliga ao perder a final contra o Maccabi Tel Aviv no Final Four disputada em Moscou. Calderón conseguiu médias de 14,5 pontos e 3,5 rebotes no Final Four. Nos 39 partidas de Liga Espanhola, ele conseguiu registros de 12.4 pontos, 2.6 rebotes e 3.0 assistências.
Em 3 de agosto de 2005, Calderón assinou com o Toronto Raptors da NBA.
Suas médias na ACB (incluídos os Play-Offs) foram de 9.1 pontos, 2.2 rebotes, 2 assistências e 1.2 roubos em 186 partidas disputados. Em suas quatro últimas temporadas com o Tau Cerámica, ele teve médias de 10.9 pontos, 2.2 rebotes e 2.0 assistências em 214 jogos. Na Euroliga, ele teve médias de 9.0 pontos, 2.5 rebotes e 2.1 assistências em 58 partidas.

### NBA

#### Toronto Raptors (2005–2013)

##### Temporada de 2005-06

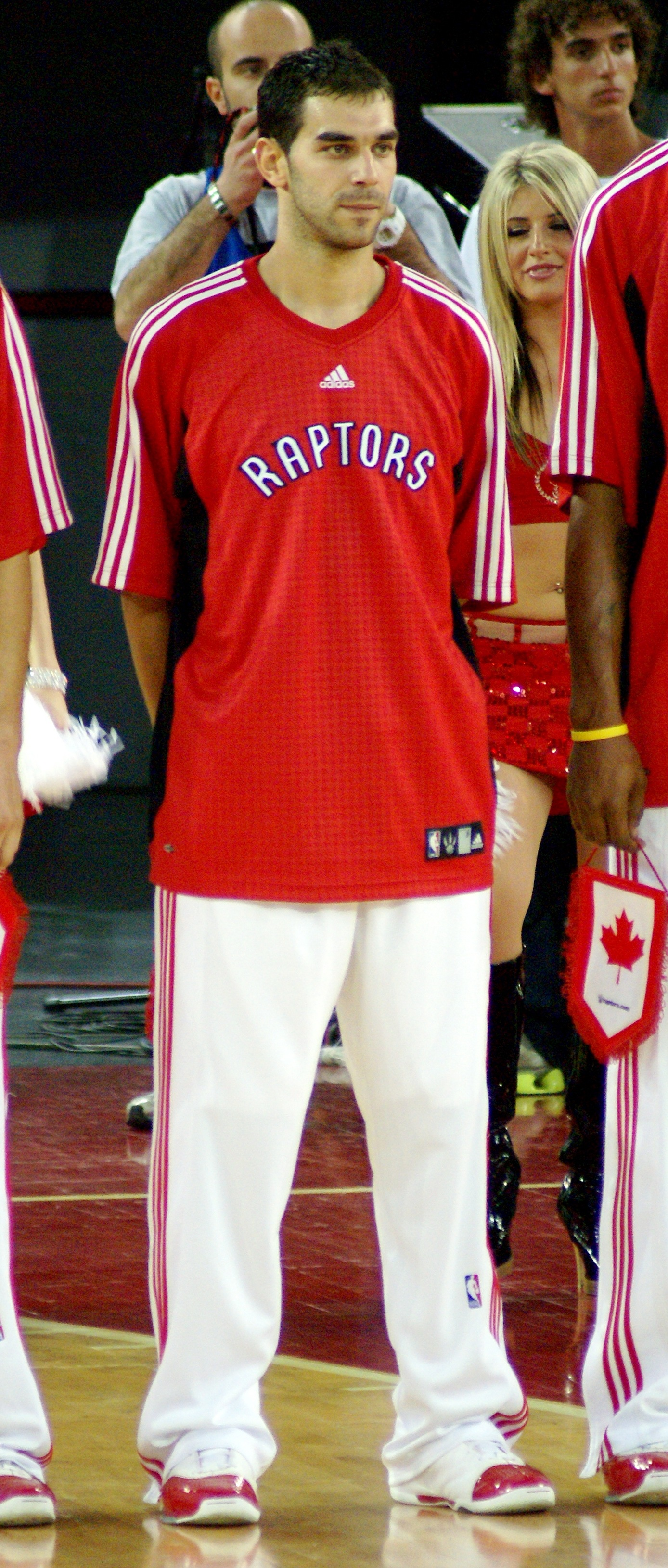
Calderón jogou principalmente como reserva em sua temporada de estreia com os Raptors.

Calderón começou sua caminhada na NBA na temporada de 2005-06 e começou melhor do que se esperava, já que em sua segunda partida, ele fez 20 pontos frente ao New Jersey Nets, sua máxima anotação pessoal em toda a temporada. Pouco mais de um mês depois, em 6 de dezembro, ele esteve a dois pontos de seu primeiro triplo-duplo após anotar 8 pontos, 9 rebotes e 13 assistências frente a Washington Wizards.
Em 16 de dezembro, ele conseguiu seu primeiro duplo-duplo e de novo se aproximou do triplo-duplo com 15 pontos, 11 assistências e 7 rebotes frente ao Golden State Warriors. Ele fez mais um duplo-duplo contra o New York Knicks com 13 pontos e 10 assistências em 15 de janeiro.
No entanto, uma lesão no calcanhar o fez perder muitas partidas, e por consequência, perder a confiança do treinador, já que baixaram consideravelmente seus minutos de jogo. Essa circunstância também repercutiu negativamente em sua hipotética atuação na partida dos novatos do All-Star.
Calderón terminou a temporada com médias de 5.5 pontos, 2.3 rebotes e 4.5 assistências em 23.2 minutos das 64 partidas que disputou. Ele foi o segundo novato com mais assistências em uma temporada no Toronto Raptors com 288.

##### Temporada de 2006-07
Em sua segunda temporada, Calderón se tornou um jogador constante na rotação sendo parte importante na classificação da equipe para os playoffs, tornando-se, assim, no primeiro espanhol a jogar a vencer um jogo de playoffs contra o New Jersey Nets.
A chegada à equipe do também espanhol Jorge Garbajosa e seu bom entendimento, tanto dentro como fora da quadra, os converteu na Spanish Connection de Toronto.
Apesar de ter disputado menos minutos que na temporada anterior, os números de Calderón aumentaram, ele melhorou em todos os grandes aspectos do jogo tendo médias de 8.7 pontos e 5 assistências.
Eles foram eliminados dos playoffs pelos Nets por 4-2 e Calderón teve médias de 13 pontos e 5.3 assistências em 24.3 minutos nessa série.

##### Temporada de 2007-08

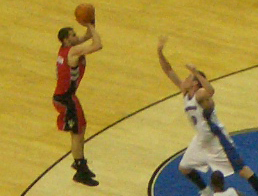
Calderón demonstrou sua fiabilidade no tiro, com um 52.1 % em sua segunda temporada.

Durante a temporada de 2007-08, Calderón disputou um grande número de partidas como titular devido à lesão de sua companheiro de equipe, T.J. Ford. Sua atuação foi tão destacada que inclusive se especulou longamente que ele pudesse disputar o All Star.
Durante os meses de janeiro e fevereiro, ele jogou ao melhor nível desde que chegara à NBA tendo médias de 12.8 pontos, 3.6 rebotes e 8.6 assistências.
A partir de março e após a recuperação de T.J. Ford, Calderón voltou a sua posição de reserva.
Nos playoffs, eles foram eliminados pelo Orlando Magic por um contundente 4-1. Calderón teve médias de 11.8 pontos, 3.6 rebotes e 7 assistências.

##### Temporada de 2008-09
Em 9 de julho de 2008, Calderón assinou novamente com os Raptors em um contrato de vários anos de US $ 7,5 milhões a US $ 8,5 milhões por temporada.
Ele começou a temporada como titular da equipe, mas após 17 jogos, o Toronto despediu o treinador Sam Mitchell e as formações foram constantemente embaralhadas.
Até o final de 2008, os Raptors estavam com um recorde de 12-20, mas com Calderón fora por quase um mês depois disso, a equipe caiu para 16-28. Quando Calderón retornou ao time, ele ajudou a acabar com uma série de sete derrotas consecutivas com uma vitória de 114-94 sobre o Chicago Bulls, registrando 23 pontos e 10 assistências. Pouco tempo depois, ele estabeleceu a segunda maior sequência na história da NBA para lances livres consecutivos feitos (87).
Em 13 de março de 2009, Calderón superou o recorde da franquia de Alvin Williams com 1,795 assistências. Em 29 de março de 2009, em um jogo contra os Bulls, ele empatou o recorde da franquia de mais assistências em um jogo com 19 e não muito tempo depois um recorde da NBA da maior porcentagem de lances livres feitos em uma temporada. Esses recordes, no entanto, foram ofuscados pelas eliminações dos Raptors dos playoffs e as críticas que Calderón enfrentou por serem incapazes de defender e jogar um jogo acelerado.
Toronto terminou com um recorde de 33-49, com o espanhol liderando a Conferência Leste em assistências por jogo e percentagem de lances livres feitos.

##### Temporada de 2009-10

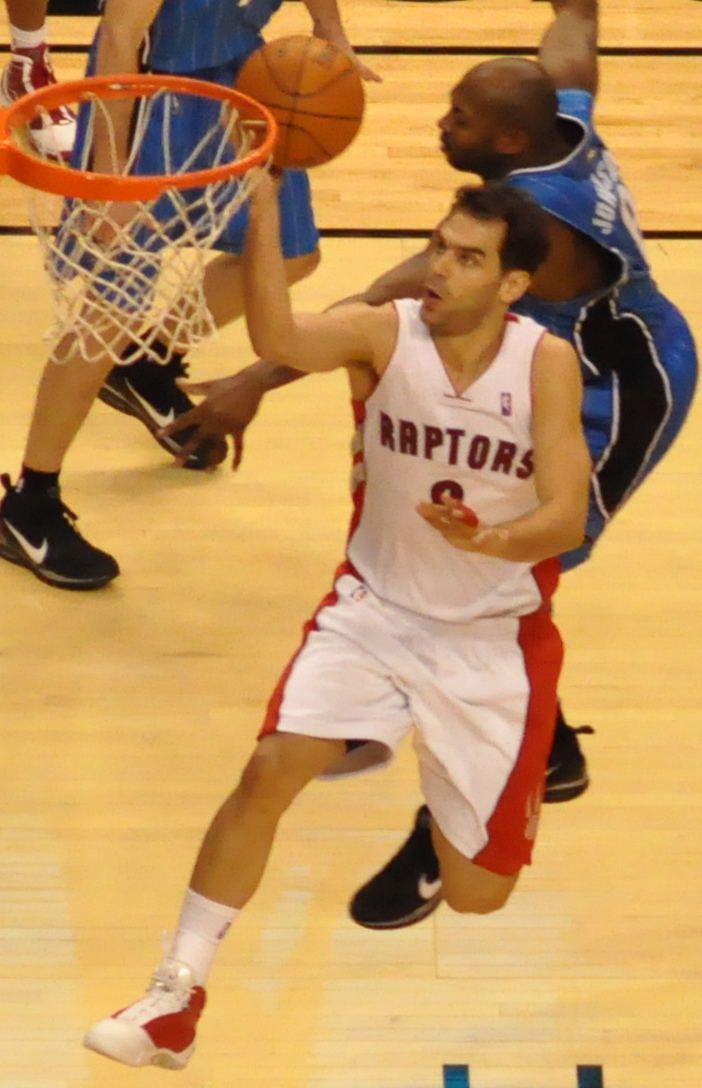
Indo para uma bandeja contra o Orlando Magic em 22 de novembro de 2009

Os Raptors passaram por uma revisão significativa na pré-temporada trazendo Jarrett Jack para ser reserva de Calderón e Hedo Türkoğlu para dividir as tarefas de condução de bola.
Durante os estágios iniciais da temporada, os Raptors tinham um acordo para enviar Calderon e Reggie Evans para o Charlotte Bobcats em troca de Tyson Chandler e Boris Diaw. No entanto, Michael Jordan, o dono dos Bobcats, anulou o acordo logo antes de ser finalizado, o que permitiu a Calderón permanecer com os Raptors.
O espanhol sofreu uma lesão que o deixou fora por 12 jogos, resultando em Jack se tornando titular mesmo após o retorno dele. Ainda assim, o par combinou bem e ajudou a levar os Raptors a um recorde de 21-20 no meio da temporada.

##### Temporada de 2010-11
Na Temporada de 2010–11, Calderón terminou em quinto na liga em assistências por jogo (8,9) no final da temporada regular.

##### Temporada de 2011-12
Em 12 de fevereiro de 2012, Calderón marcou 30 pontos em uma derrota de 94-92 contra o Los Angeles Lakers. Calderón liderou a liga em assistências por turnovers (4,5) pela terceira vez em cinco anos na conclusão da temporada regular.

### Detroit Pistons (2013)
Em 30 de janeiro de 2013, Calderón foi negociado com o Detroit Pistons em um troca que envolveu três times. Ele se tornou o armador titular dos Pistons e em seu quarto jogo pela franquia, ele registrou 23 pontos e 10 assistências na vitória por 105-100 sobre o Milwaukee Bucks.
Calderón terminou a temporada com médias de 11,3 pontos e 7,1 assistências por jogo. Ele também liderou a liga em percentual de acerto de três pontos (0,461) e foi segundo em assistências por turnovers (4,1).

### Dallas Mavericks (2013-2014)
Em 11 de julho de 2013, Calderón assinou com o Dallas Mavericks um contrato de US $ 28 milhões. Ele se tornou o principal armador dos Mavericks, sendo titular em 81 jogos.
Ele teve seu melhor jogo em 20 de dezembro de 2013 contra seu ex-time, o Toronto Raptors, onde registrou 23 pontos e 9 assistências. Calderón terminou a temporada com medias de 11,4 pontos e 4,7 assistências por jogo.

### New York Knicks (2014-2016)
Em 25 de junho de 2014, Calderón, junto com Shane Larkin, Wayne Ellington, Samuel Dalembert e duas escolha de segunda rodada de 2014, foi negociado com o New York Knicks em troca de Tyson Chandler e Raymond Felton.
Depois que uma lesão na pré-temporada o deixou de fora por 13 jogos, ele estreou nos Knicks em 22 de novembro de 2014, registrando 3 pontos, 3 rebotes, 3 assistências e 2 roubos de bola na vitória por 91-83 sobre a Philadelphia 76ers.
Em 23 de março de 2015, Calderón foi descartado pelo resto da temporada, depois de passar por um procedimento em seu tendão de Aquiles esquerdo.

### Los Angeles Lakers (2016–2017)
Em 22 de junho de 2016, Calderón foi negociado, juntamente com Jerian Grant e Robin Lopez, ao Chicago Bulls em troca de Derrick Rose, Justin Holiday e uma escolha de segunda rodada no draft de 2017. Em 7 de julho, ele foi negociado novamente, juntamente com duas futuras escolhas na segunda rodada, para o Los Angeles Lakers em troca de Ater Majok.
Em 5 de dezembro de 2016, ele foi descartado por duas a quatro semanas com uma estirpe no tendão direito. Em 27 de fevereiro de 2017, ele foi dispensado pelos Lakers.
Depois de ser dispensado pelos Lakers, Calderón iria assinar com o Golden State Warriors. No entanto, depois de Kevin Durant ter sofrido uma possível lesão no joelho, os Warriors sentiram que precisavam de alguém para preencher o papel dele. Os Warriors ainda honravam seu acordo com Calderón, contratando-o em 1 de março de 2017 antes de dispensá-lo mais tarde naquele dia. Enquanto ele estava apenas com o time por duas horas, os Warriors concordaram em pagar a Calderón os US $ 415 mil que ele ganharia se ele estivesse no time pelo resto da temporada.

### Atlanta Hawks (2017)

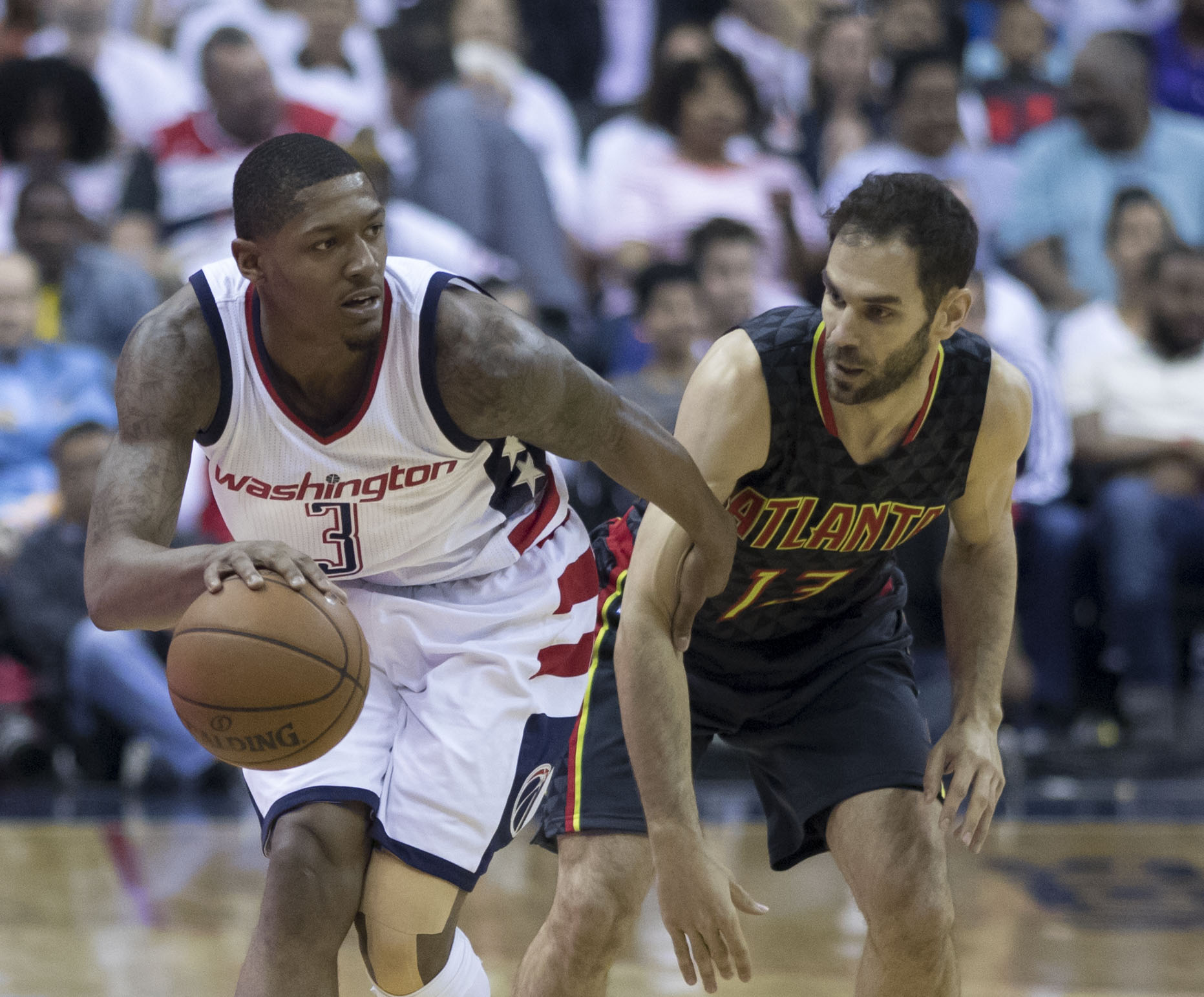
Calderón marcando Bradley Beal durante o primeiro jogo dos playoffs dos Hawks em 2017 com o Washington Wizards.

Em 4 de março de 2017, Calderón foi contratado pelo Atlanta Hawks.

### Cleveland Cavaliers (2017–2018)
Em 10 de julho de 2017, Calderón assinou com o Cleveland Cavaliers. Os Cavaliers chegaram às finais da NBA de 2018, mas perderam por 4-0 para o Golden State Warriors.

### Retorno para Detroit (2018–2019)
Em 7 de julho de 2018, Calderón assinou com o Detroit Pistons.

## Carreira na seleção
Nas divisões de base, ele ganhou a medalha de ouro no EuroBasket Sub-18 de 1998 e a medalha de bronze no EuroBasket Sub-20 de 2000.
Com o avanço de sua carreira, o armador começou a jogar no time sênior da Seleção Espanhola. Ele fez parte da seleção espanhola que terminou em quinto no Campeonato Mundial de Basquetebol Masculino de 2002 e em segundo lugar no EuroBasket de 2003.
Ele foi nomeado capitão da equipe durante os Jogos Olímpicos de Verão de 2004 e, em 3 de setembro de 2006, Calderón e sua equipe espanhola derrotaram a Grécia e venceram o Campeonato Mundial de Basquetebol Masculino de 2006. Em 2007, Calderón liderou a equipe para a final do EuroBasket mas foram derrotados pela Rússia por 60-59.
Nos Jogos Olímpicos de Verão de 2008, Calderón fez parte da equipe que ganhou a medalha de prata, mas se machucou e ficou fora da semifinal e da final. Ele obteve uma média de 7,3 pontos por jogo no torneio. Ele também ganhou a medalha de prata nos Jogos Olímpicos de Verão de 2012.
No final dos Jogos Olímpicos de Verão de 2016, ele anunciou sua aposentadoria da equipe nacional.

## Sucesso na terra natal
Em Extremadura, comunidade autônoma espanhola onde nasceu, Calderón é tratado como um ídolo, já que foi o primeiro jogador da região a jogar na NBA, tendo recebido prêmios por isso. Todas as vezes que visita sua cidade natal (e outras cidades da região) é requisitado para participar em eventos benéficos e de incentivo ao esporte.

## Vida pessoal
Em 2 de março de 2007, os Raptors anunciaram que Calderón foi nomeado o Embaixador da Right To Play, uma organização humanitária internacional orientada por atletas que utiliza o esporte e o lazer como uma ferramenta para o desenvolvimento de crianças e jovens nas áreas mais desfavorecidas do mundo. Como parte do programa, Calderón prometeu $ 1;000 para cada assistência que ele registrar em um jogo em casa contra o Chicago Bulls em 26 de novembro de 2007. Ele terminou o jogo com 14 assistências.
Calderon é co-proprietário de uma fazenda de porcos orgânicos.
Ele é casado com Ana Hurtado. O casal teve seu primeiro filho, Manuel, em Villanueva de la Serena, em 23 de maio de 2010.

## Estatísticas

### NBA

#### Temporada regular
| Ano      | Time      | PJ  | MPJ  | AP   | 3P    | LL    | RT  | AS  | BR  | TO  | PPJ  |
| -------- | --------- | --- | ---- | ---- | ----- | ----- | --- | --- | --- | --- | ---- |
| 2005–06  | Toronto   | 64  | 23.2 | .423 | .163  | .848  | 2.2 | 4.5 | 0.7 | 0.1 | 5.5  |
| 2006–07  | Toronto   | 77  | 21.0 | .521 | .333  | .818  | 1.7 | 5.0 | 0.8 | 0.1 | 8.7  |
| 2007–08  | Toronto   | 82  | 30.3 | .519 | .429  | .908  | 2.9 | 8.3 | 1.1 | 0.1 | 11.2 |
| 2008–09  | Toronto   | 68  | 34.3 | .497 | .406  | .981  | 2.9 | 8.9 | 1.1 | 0.1 | 12.8 |
| 2009–10  | Toronto   | 68  | 26.7 | .482 | .398  | .798  | 2.1 | 5.9 | 0.7 | 0.1 | 10.3 |
| 2010–11  | Toronto   | 68  | 30.9 | .440 | .365  | .854  | 3.0 | 8.9 | 1.2 | 0.1 | 9.8  |
| 2011–12  | Toronto   | 53  | 33.9 | .457 | .371  | .882  | 3.0 | 8.8 | 0.9 | 0.1 | 10.5 |
| 2012–13  | Toronto   | 45  | 28.3 | .470 | .429* | .904  | 2.4 | 7.4 | 0.6 | 0.1 | 11.1 |
| 2012–13  | Detroit   | 28  | 31.7 | .527 | .520* | .893  | 2.5 | 6.6 | 1.1 | 0.1 | 11.6 |
| 2013–14  | Dallas    | 81  | 30.5 | .456 | .449  | .825  | 2.4 | 4.7 | 0.9 | 0.1 | 11.4 |
| 2014–15  | New York  | 42  | 30.2 | .415 | .415  | .906  | 3.0 | 4.7 | 0.7 | 0.0 | 9.1  |
| 2015–16  | New York  | 72  | 28.1 | .459 | .414  | .875  | 3.2 | 4.1 | 0.9 | 0.1 | 7.6  |
| 2016–17  | LA Lakers | 24  | 12.2 | .416 | .353  | 1.000 | 1.7 | 2.1 | 0.3 | 0.0 | 3.3  |
| 2016–17  | Atlanta   | 17  | 14.5 | .404 | .267  | .875  | 1.9 | 2.2 | 0.2 | 0.0 | 3.6  |
| 2017–18  | Cleveland | 57  | 16.0 | .503 | .464  | .800  | 1.5 | 2.1 | 0.5 | 0.0 | 4.5  |
| 2018–19  | Detroit   | 49  | 12.9 | .375 | .246  | .818  | 1.2 | 2.3 | 0.3 | 0.1 | 2.3  |
| Carreira | Carreira  | 895 | 26.4 | .472 | .407  | .873  | 2.4 | 5.8 | 0.8 | 0.1 | 8.9  |

#### Playoffs
| Ano      | Time      | PJ | MPJ  | AP   | 3P   | LL    | RT  | AS  | BR  | TO  | PPJ  |
| -------- | --------- | -- | ---- | ---- | ---- | ----- | --- | --- | --- | --- | ---- |
| 2007     | Toronto   | 6  | 24.3 | .507 | .250 | .833  | 1.7 | 5.3 | 0.8 | 0.0 | 13.0 |
| 2008     | Toronto   | 5  | 24.0 | .440 | .476 | 1.000 | 3.6 | 7.0 | 0.2 | 0.0 | 11.8 |
| 2014     | Dallas    | 7  | 27.3 | .462 | .478 | 1.000 | 1.3 | 4.4 | 0.1 | 0.0 | 10.3 |
| 2017     | Atlanta   | 6  | 12.5 | .478 | .333 | -     | 1.3 | 2.2 | 0.3 | 0.2 | 4.3  |
| 2018     | Cleveland | 13 | 8.0  | .346 | .222 | 1.000 | 0.8 | 0.7 | 0.4 | 0.0 | 1.8  |
| 2019     | Detroit   | 3  | 3.3  | -    | -    | -     | 0.0 | 1.7 | 0.3 | 0.0 | 0.0  |
| Carreira | Carreira  | 40 | 16.2 | .459 | .372 | .929  | 1.4 | 3.1 | 0.4 | 0.0 | 6.5  |

### Euroliga
| Ano      | Time         | PJ | MPJ  | AP   | 3P   | LL   | RT  | AS  | BR  | TO  | PPJ  |
| -------- | ------------ | -- | ---- | ---- | ---- | ---- | --- | --- | --- | --- | ---- |
| 2002–03  | Tau Cerámica | 17 | 21.5 | .477 | .406 | .875 | 2.4 | 1.4 | 1.1 | 0.0 | 7.5  |
| 2003–04  | Tau Cerámica | 19 | 21.6 | .470 | .405 | .830 | 1.4 | 2.0 | 1.1 | 0.2 | 7.2  |
| 2004–05  | Tau Cerámica | 22 | 26.8 | .494 | .421 | .841 | 3.4 | 2.6 | 1.5 | 0.0 | 11.6 |
| Carreira | Carreira     | 58 | 23.5 | .484 | .414 | .844 | 2.5 | 2.1 | 1.2 | 0.1 | 9.0  |

Fonte: